# Raffaelea quercivora
Raffaelea quercivora är en svampart som beskrevs av Kubono & Shin. Ito 2002. Raffaelea quercivora ingår i släktet Raffaelea och familjen Ophiostomataceae.   Inga underarter finns listade i Catalogue of Life.